# Телашчиця
43°54′ пн. ш. 15°10′ сх. д. / 43.9° пн. ш. 15.16° сх. д.
Природний парк Телашчиця знаходиться на узбережжі Адріатичного моря у південно-східній частині острова Дугі Оток і включає у себе 13 островів та острівців, 25 заток та мисів. Заснований у 1988 році Законом про проголошення природного парку "Телащица", з 1980 мав статус заповідника. У 2007 році він був включений до попереднього списку світової спадщини ЮНЕСКО.
Свою назву Телащица отримала ще у середньовіччі, коли її називали Тилагус, через схожість із трьома з’єднаними озерами.
Територія парку є різноманітною та багатою на контрасти. З однієї сторони знаходяться круті скелі, з іншої спокійна берегова лінія, є ліси алеппських сосен та дубів. Також на території парку можна знайти виноградики, оливкові гаї та голу скелясту місцевість.
У парку є приблизно 500 видів середземноморської рослинності і 300 видів тварин, включно з червонокнижними афалінами. Тут гніздиться сапсан та літає підсоколник Елеонори. Через наявність великої кількості особин цих двох видів, Телащица була включена до важливих орнітологічних територій.
Загальна площа парку складає 70,50 км2, з яких 25,95 км2 займає суходіл та 44,55 км2 море.

## Природні явища
Затока Телащиця є найбільшою та найнебезпечнішою природною гаванню Адріатики, має 25 пляжів та скелі, які здіймаються на 161м над рівнем моря та опускаються на глибину до 90м;
Солоне озеро «Мір» має більш високу солоність, ніж море навколо через замкнутий характер озера. У бухті озера живе порода хорватських далматинських або приморсько-динарських ослів.
Острівець Талюрич, який за формою схожий на тарілку, являє собою невелику кам'яну плиту діаметром близько 60м і висотою 3м.На острівці була знайдена хижа губка, яка харчується креветками, це друга подібна знахідка у світі.

## Клімат
Парк має понад 2500 годин сонячного світла на рік. Температура моря взимку становить близько 13°C, а влітку близько 23°C.
Помірний клімат узбережжя Адріатичного моря характеризується м'якою зимою та сухим і жарким літом. Певні мікрокліматичні особливості спостерігаються і на ширшій території парку, залежно від рельєфу.
Через специфічне розташування велика територія парку піддається впливу вітрів. Переважно вітри дмуть з північного квадранта, і найчастішим з них є бора, яка особливо часта і сильна в холодну пору року. І навпаки, протягом літніх місяців типовим вітром у цій місцевості є містраль (маестраль).

## Культурна цінность
На території парку збережені залишки римських та дороманських споруд, зокрема церква святого Іоанна. Також, тут була зафіксована перша згадка про рибальство серед хорватів, що датується кінцем Х століття.
Історії та легенди становлять важливу частину культурної спадщини, що передавалася з покоління в покоління. У рукописах збереглися різноманітні розповіді. Колекції цих рукописів зберігаються в Інституті етнології та фольклористики в Загребі, у Відділі етнології Хорватської академії наук і мистецтв у Загребі, колекціях Державного архіву в Задарі, також їх можна знайти в церковних книгах, а частина спадщини задокументована у родинних хроніках жителів острова.

## Активності
- Дайвінг
- Прогулянки
- Панорамний оглядовий майданчик Грпащак

Поруч із природним парком розташовані три національні парки – Корнати, Паклениця та Крка, а також два природні парки – Вранське озеро та Велебит.